# 小波瀨西工大前站
小波瀨西工大前站（日语：／ Obase Nishikōdai-mae eki */?）是位於福岡縣京都郡苅田町大字新津，九州旅客鐵道（JR九州）的日豐本線車站。車站編號為JF09。
在車站東北方設有分支往苅田港貨物支線（於2016年廢止），於分支點設有信誌站。貨物支線使用連査閉塞裝置。在車站前設有西日本工業大學和醫院，由於附近較多住宅區，因此在早上和黃昏通勤時段設有較多乘客前往小倉方向。

## 車站構造
本站是地面車站，設有1面1線的單式月台和1面2線的島式月台。站房位於單式月台側，為一座鋼筋混凝土的建築物。1號月台為下行本線（行橋、中津方向），3號月台為上行本線（小倉、下關方向），中間2號月台為待避線。各月台之間設有跨線橋連接。因此站曾只設計成一座號誌站，因此島式月台的寬度比較狹窄。
本站由JR九州鐵道營業負責車站業務，為業務委託車站，車站設有自動閘機，亦可以使用「SUGOCA」IC卡，以及可以與SUGOCA互相使用的交通系IC卡。車站設有自動閘機（可支援SUGOCA）。不過因為精簡人手，2022年3月12日起停用綠色窗口，改為使用指定席劵發售機。

### 月台
| 月台 | 路線     | 上下行 | 方向             |
| ---- | -------- | ------ | ---------------- |
| 1    | 日豐本線 | 下行   | 行橋、中津方向   |
| 2・3 | 日豐本線 | 上行   | 小倉、門司港方向 |

## 歷史
- 1944年：

- 5月28日：運輸通信省開設小波瀨號誌站（日语：／）。
- 9月1日：小波瀨至苅田港站之間的貨物支線啟用。

- 1948年10月15日：號誌站升級至小波瀨站（日语：／），為旅客車站[3]。
- 1987年4月1日：伴隨國鐵分割民營化，車站由九州旅客鐵道（JR九州）營運。
- 1992年10月1日：車站改名為小波瀨西工大前站（日语：／）[3]。
- 2009年3月1日：可以使用IC卡「SUGOCA」[7]。
- 2016年10月1日 - 小波瀨西工大前站至苅田港站之間貨物支線廢止[2]。
- 2022年3月12日：停用綠色窗口，改為使用指定席劵發售機[5]。

## 使用狀況
在2023年度，1日平均乘車人次為1,627人，在JR九州車站中排第106名。
| 年度   | 1日平均 上下車人次 | 1日平均 乘車人次 |
| ------ | ------------------ | ---------------- |
| 2010年 | 4,346              |                  |
|        |                    |                  |
| 2016年 |                    | 1,902            |
| 2017年 |                    | 1,957            |
| 2018年 |                    | 1,910            |
| 2019年 |                    | 1,893            |
| 2020年 |                    | 1,380            |
| 2021年 |                    | 1,541            |
| 2022年 |                    | 1,596            |
| 2023年 |                    | 1,627            |

## 相鄰車站
九州旅客鐵道
日豐本線
■快速（只設上行班次）
通過
■普通
苅田（JF08）－小波瀨西工大前（JF09）－行橋（JF10）

### 曾經存在的路線
日本貨物鐵道
日豐本線（苅田港支線・貨物線）
小波瀨西工大前－苅田港

## 外部連結
- JR九州車站小波瀨西工大前站 （页面存档备份，存于）